# اینتیریار (داکوتای جنوبی)
اینتیریار(به انگلیسی: Interior) شهری در ایالت داکوتای جنوبی کشور ایالات متحده آمریکا است که جمعیت آن در سرشماری سال ۲۰۱۰ میلادی، ۹۴ نفر بوده‌است.